# Armadillidium simoni
Espèce
Armadillidium simoni est une espèce de cloportes calcicoles de la famille des Armadillidiidae et endémique des Alpes-Maritimes.

## Description
Dans sa publication de 1887, Adrien Dollfus indique que cette espèce, trouvée dans les environs de Cannes sous les pierres dans les bois de pins, mesure 19 mm de longueur et est large de 9 mm.

## Liste des sous-espèces
Selon GBIF (20 mars 2023) :
- Armadillidium simoni pontremolense Verhoeff, 1936
- Armadillidium simoni simoni Dollfus, 1887

## Systématique
Le nom valide complet (avec auteur) de ce taxon est Armadillidium simoni Dollfus, 1887,.
Armadillidium simoni a pour synonyme :
- Armadillidium pujetanum Verhoeff, 1910

## Publication originale
- (fr + la) A. Dollfus, « Diagnoses d'Espèces Nouvelles de la Tribu des Armadilliens », Bulletin de la Société d'études scientifiques de Paris, Paris, vol. 9, no 2,‎ 1887, p. 89-92 (OCLC 12792270, lire en ligne).